# To Paris with Love (singolo)
To Paris with Love è un singolo della cantautrice statunitense Donna Summer, pubblicato il 9 agosto 2010 dall'etichetta Driven By the Music, Chalkboard.

## Successo commerciale
Si tratta del sedicesimo singolo della cantante a raggiungere la 1ª posizione (nel novembre 2010), nella classifica di Billboard Hot Dance Club Play.

## Tracce
1. To Paris with Love (Wawa Radio Edit) – 3:50
2. To Paris with Love (Wawa Extended) – 5:37
3. To Paris with Love (Craig C's Radio Blaster Remix) – 4:11
4. To Paris with Love (Craig C's Master Blaster) – 9:15
5. To Paris with Love (Mendy Club Mix) – 7:37
6. To Paris with Love (Mendy Radio Edit) – 4:00
7. To Paris with Love (Original Version) – 5:23
8. To Paris with Love (Original Version Radio Edit) – 3:42